# Toni-Ann Singh
Toni-Ann Singh (ur. 1 lutego 1996 w Morant Bay) – jamajska modelka, Miss World 2019.

## Życiorys
Toni-Ann Singh urodziła się w Morant Bay na Jamajce, lecz jej rodzina przeniosła się na Florydę, gdy miała dziewięć lat. Toni-Ann studiowała tam psychologię na Florida State University. 
W 2019 roku wygrała konkurs Miss Jamaica World. Jeszcze w tym samym roku została Miss World 2019, pokonując 110 konkurentek. 